# Lorenzo Colonello
Lorenzo Colonello fue presidente de Huracán durante cinco años entre 1915 y 1920, el periodo más largo hasta ese momento. La con el primer equipo en primera,en 1915 la dirigencia de Huracán sienta su sede en Avenida Caseros 3612. Durante 1917 se nombraría a Aldo Cantoni como presidente honorario, quien también luego sería, en 1920 presidente electo de Huracán.

## Presidencia
| Predecesor: Germán Blanco | Presidente del Club Atlético Huracán 1915 - 1920 | Sucesor: Aldo Cantoni |